# Сайпресс (Каліфорнія)
Сайпресс (англ. Cypress) — місто (англ. city) в США, в окрузі Орандж штату Каліфорнія. Населення — 50 151 особа (2020).

## Географія
Сайпресс розташований за координатами 33°49′7″ пн. ш. 118°2′18″ зх. д. / 33.81861° пн. ш. 118.03833° зх. д. (33.818477, -118.038307). За даними Бюро перепису населення США в 2010 році місто мало площу 17,07 км², з яких 17,04 км² — суходіл та 0,02 км² — водойми.

## Демографія
Згідно з переписом 2010 року, у місті мешкали 47 802 особи в 15 654 домогосподарствах у складі 12 638 родин. Густота населення становила 2801 особа/км². Було 16068 помешкань (941/км²).
Расовий склад населення:
| - 54,4 % — білих - 31,3 % — азіатів - 3,0 % — чорних або афроамериканців - 0,6 % — корінних американців - 0,5 % — вихідців з тихоокеанських островів - 5,2 % — осіб інших рас |

До двох чи більше рас належало 4,9 %. Частка іспаномовних становила 18,4 % від усіх жителів.
За віковим діапазоном населення розподілялося таким чином: 23,7 % — особи молодші 18 років, 63,4 % — особи у віці 18—64 років, 12,9 % — особи у віці 65 років та старші. Медіана віку мешканця становила 39,9 року. На 100 осіб жіночої статі у місті припадало 94,2 чоловіків; на 100 жінок у віці від 18 років та старших — 90,3 чоловіків також старших 18 років.
Середній дохід на одне домашнє господарство становив 99 285 доларів США (медіана — 81 738), а середній дохід на одну сім'ю — 105 735 доларів (медіана — 89 347). Медіана доходів становила 64 698 доларів для чоловіків та 53 476 доларів для жінок. За межею бідності перебувало 7,3 % осіб, у тому числі 8,6 % дітей у віці до 18 років та 5,3 % осіб у віці 65 років та старших.
Цивільне працевлаштоване населення становило 23 633 особи. Основні галузі зайнятості: освіта, охорона здоров'я та соціальна допомога — 21,8 %, виробництво — 12,6 %, науковці, спеціалісти, менеджери — 10,5 %, роздрібна торгівля — 10,2 %.